# Ameronothrus retweet
Ameronothrus retweet — вид ґрунтових саркоптиформних кліщів родини Ameronothridae. Описаний у 2022 році.

## Назва
Видова назва retweet є посиланням на інтернет-термін «ретвіт», що означає репост у соціальній мережі Twitter. Назва вказує на відкриття виду після Ameronothrus twitter (Pfingstl and Shimano, 2021), який виявили після публікації фото у соціальній мережі.

## Поширення
Ендемік Японії. Мешкає у піщаному ґрунті вздовж узбережжя Японського моря на острові Хонсю.

## Опис
Дрібний кліщ, завдовжки 641—859 мкм. Колір тіла темно-коричневий, майже чорний. У центродорзальної нотогастральної кутикули з щільною грануляцією бічні частини вкриті більшими гранулами. Продорсальні пластинчасті килі зближуються. Присутні короткі булавоподібні сенсилли. Міжпластинкові та екзоботридіальні щетинки відсутні. Лабіогенне зчленування повне. Одна пара аданальних щетинок розташована позаду анального отвору. Спостерігається помітний статевий диморфізм, самиці мають сильно складчастий гастронотичний покрив і значно коротші епімерні, генітальні та агенітальні щетинки. Чоловічий сперматозоїд помітно подовжений, жіночий яйцеклад дуже короткий. Дистальні щетинки передплюсни закінчуються невеликим вузликом.